# 의창
의창(義倉)이란 전근대 동아시아에서 시행되던 빈민 구제 제도이자 국립 구호기관으로, 가난한 백성에게 양곡을 대출하고 그것을 다시 회수하는 진휼곡창이었다. 평시에 곡식을 저장하여 두었다가 흉년에 이것으로 빈민을 구제하였으며, 주로 상평창에서 곡식을 빌려주었다.

## 한국의 의창

### 연원
의창은 본래 수나라에서 시작된 것인데, 한국에도 삼국 시대부터 빈민구제의 제도가 있어 춘궁기에 곡식을 나누어 주고 추수 때 거둬들이는 일이 있었는데, 대표적 사례로 '진대법'을 꼽는다.
고려 태조 때에 설치한 빈민 구제 기관인 흑창(黑倉)이 있었다. 이는 고구려의 진대법을 계승한 제도이다. 흑창은 백성에게 흉년이나 춘궁기를 비롯한 비상시에 곡식을 나누어 주고 곡식을 거두는 가을에 되갚게 하는 제도이다. 흑창은 성종 5년(986년)에 의창(義倉)으로 바꾸어 여러 지방에 설치하였다.
초기에는 경(京)·외(外)에 상평창을 두고 이를 실시하였으나, 뒤에는 경도(京都)에서만 행해지다가 없어졌다. 그 후에는 환곡을 조적이라고 부르는 것이 상례였다.

### 운용
의창은 이른바 조적(糶糴)을 목적으로 설립하였다. 조적은 본래 관에서 양곡을 상비하였다가 흉년이 되어 곡가가 등귀하면 고가로 포(布)를 구매하여 곡가를 낮게 하고, 풍년이 되어 곡가가 저렴해지면 염가로 포를 매각하여 곡가를 높게 하는 곡가 조절법이었다.
의창은 처음에는 관곡(官穀)을 주로 사용하였으나, 이것만으로는 구호의 기능을 발휘할 수 없어 1023년(현종 14)에는 일반 백성에게서 양곡을 충당하였다.
그 후 무신(武臣)의 집권 시대까지 의창은 활발히 운영되었으나, 무신의 집권과 외국의 침략으로 점차 쇠퇴하였다. 공민왕 때 다시 설치되어 창왕은 양광도(楊光道)에 이를 설립하고 1391년(공양왕 3)에게 개경(開京)의 5부(五部)에도 이를 두었다.
조선은 고려의 제도를 그대로 계승하여 그 범위도 전국적으로 확대되었고 운영도 활발하였다. 뒤에 환곡이라는 이름으로 바뀌었다. 1392년(태조 1)의 의창 설치 당시에는 이자 없이 대여하였으나, 1417년(태종 17)에는 그 총량이 4백 15만 5천 4백 1섬 2말에 이르렀으나, 점차 대여의 수수료·보유 양곡의 자연적 소모량 등 손실을 보충하기 위하여 연 1~2할의 이식을 징수하게 되었다. 그러나 백성의 낭비와 관리의 소홀로 점점 재고량이 줄어 국고(國庫)의 고갈을 초래하여 세종 때에는 그 대책을 마련하기 위하여 승려로부터 정전(丁錢)을 징수하거나 절의 토지를 몰수, 또는 향리(鄕吏)의 위전(位田)을 폐지하고 어염세(魚鹽稅)를 양곡으로 징수하거나, 사창(社倉)을 따로 설치하는 등의 정책을 세웠고, 1451년(문종 1) 국가재정의 궁핍과 각 지방의 환곡에 대한 요구가 격증하자 의창을 보조하는 기구로 각 촌락에 사창(社倉)을 독립적인 구호기관으로 삼아 경상도 지방에서 먼저 실시하였다. 그 이식은 1섬(15말)에 3말이었는데 이와 균형을 유지하기 위하여 의창의 이식을 10말에 2되로 고정하였다. 1461년(세조 7)에 드디어 사창제가 전국적으로 실시될 수 있었다. 이렇게 실시된 사창은 원곡을 대여해 이식을 취함으로써 처음은 어느 정도 원곡의 감소를 막을 수 있었으나, 취식에 중점을 둠으로써 점차 진휼 기관이 아닌 국가적 고리대 기관으로 성격이 전락되고 있었다.
또한 사창 원곡이 관리 소홀로 감소되자 사창 반대론이 다시금 재기되었다. 그 결과 1470년(성종 1) 사창은 시행된 지 20여 년 만에 호조의 제의로 혁파되고 말았다.
원래 의창은 환곡(還穀) 정책에서 나온 것으로 이식을 붙이지 않는 것이 원칙이었으나 의창이 재고량이 부족함에 따라 이식을 붙이게 되어 점차 구호기관에서 대여기관의 성격을 띠게 되었다. 특히 의창을 운영하는 관리들이 아전(衙前)이나 지방의 부호(富豪)들과 결탁하여 사리사욕을 취하여 실제적으로는 백성들의 부담이 커지게 되어 폐단이 극심하였다.

## 중국의 의창
중국에서는 「주례」의 사도 속인 조에서 주가「위적법」을 실시한 것에 유래하고 있다고 하지만 기록상에서 나온 최초의 의창은 능의 개황 8년(585년)에 도지상서장 손평이 정의한 것으로, 제후부터 민중까지 일정액의 굴 ·기장을 납부시켜 주현에 설치된 의창에 납입하였으며, 이후 역대 왕조로 이어졌다. 당나라 천보 8년(747년)에는 전국에 총액 6,370만석의 비축이 있었다고 한다. 하지만 부정이나 재정에의 유용 등에 의해 남송 이후에는 쇠퇴했다.

## 일본의 의창
일본에서는 다이카 개신 때 의창이 도입되고, 다이호 율령으로 정해져 친왕을 제외한 전 인민이 그 빈부에 따라 납입했다. 율령제의 쇠퇴에 따라 의창도 쇠퇴했지만, 에도 시대부터는 유교의 영향으로 여러 번에 의창을 만들기도 하였다. 하지만 메이지 정부 성립 후에 그 대부분이 정부에 접수되어 부족한 국가 재정의 구멍을 채우는데 사용되었다고 한다.

## 같이 보기
- 빈민 구제 제도
- 진대법
- 환곡
- 사창
- 상평창